# Gillian Armstrong
Gillian Armstrong est une productrice, réalisatrice et scénariste australienne, née le 18 décembre 1950 à Melbourne (Australie).

## Filmographie

### Comme réalisatrice
- 1970 : Old Man and Dog
- 1971 : Roof Needs Mowing
- 1973 : Satdee Night
- 1973 : One Hundred a Day
- 1973 : Gretel
- 1975 : Smokes and Lollies
- 1977 : The Singer and the Dancer
- 1979 : Ma brillante carrière (My Brilliant Career)
- 1980 : Touch Wood
- 1980 : Fourteen's Good, Eighteen's Better
- 1982 : Starstruck
- 1983 : Having a Go
- 1984 : Mrs. Soffel
- 1986 : Hard to Handle (vidéo)
- 1987 : High Tide
- 1988 : Bingo, Bridesmaids & Braces
- 1991 : Cruel dilemme (Fires Within)
- 1992 : The Last Days of Chez Nous
- 1994 : Les Quatre Filles du Docteur March (Little Women)
- 1996 : Not Fourteen Again
- 1997 : Oscar et Lucinda (Oscar and Lucinda)
- 2001 : Charlotte Gray ou L'Espionne par amour (Charlotte Gray)
- 2006 : Unfolding Florence: The Many Lives of Florence Broadhurst
- 2008 : Au-delà de l'illusion (Death Defying Acts)

### Comme scénariste
- 1973 : One Hundred a Day
- 1977 : The Singer and the Dancer
- 1996 : Not Fourteen Again

### Comme productrice
- 1977 : The Singer and the Dancer
- 1988 : Bingo, Bridesmaids & Braces
- 1996 : Not Fourteen Again